# Ramadan Çitaku
Ramadan Çitaku (* 1914 in Mitrovica, Kosovo; † 1990) war ein albanischer Politiker.

## Biografie
Çitaku gehörte dem aus 118 Personen bestehenden Antifaschistischen Rat der nationalen Befreiung (Këshilli Antifashist Nationalçlirimtar) an, der im Mai 1944 vom Kongress von Përmet als Übergangsparlament gewählt wurde und den Kommunisten zur Machtübernahme verhalf. 1945 wurde er Mitglied der Konstituierenden Versammlung (Asamblea Kushtetuese) und gehörte dieser bis 1950 an.

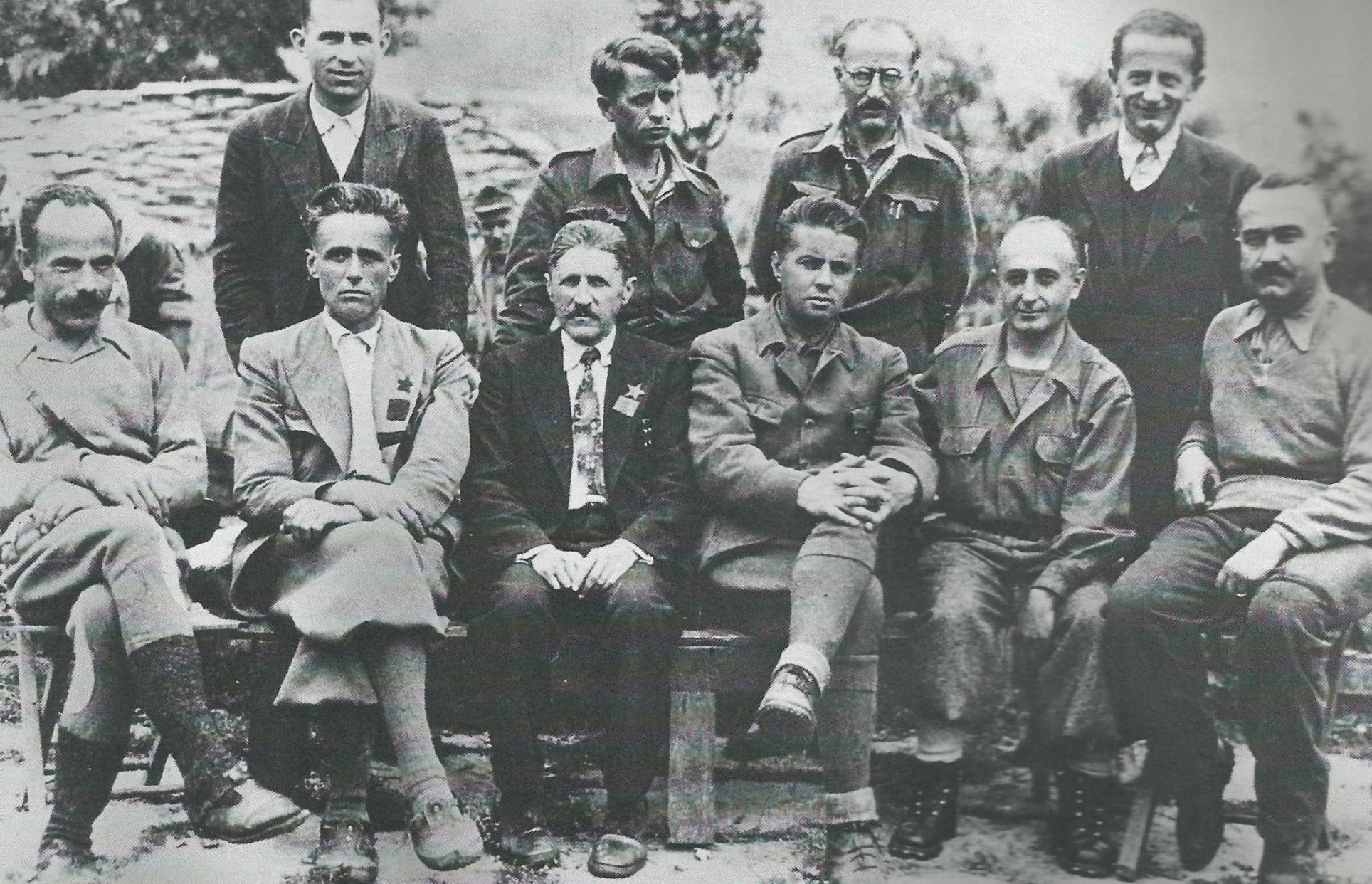
Çitaku ganz links mit Mitgliedern der Demokratischen Regierung (1944)

Am 22. Oktober 1944 wurde er als Finanzminister in die Regierung von Ministerpräsident Enver Hoxha berufen und behielt diese Funktion bis zu seiner Ablösung durch Kiço Ngjela am 6. Februar 1948. Des Weiteren war er zwischen 1947 und 1948 Botschafter in Jugoslawien.